# Радостина Ангелова
Радостина Ангелова е съвременна българска писателка.

## Биография
Родена е през 1969 г. в София. Пише поезия, разкази и миниатюри. Автор е на множество поетични книги и няколко романа.
През 2011 г. е победителка във Втория Европейски конкурс за поетична книга на английски език с ръкописа „The Colours of the Old Lady“, издателство „Eminor“. Носителка е на първа награда на Първия национален конкурс за фото-хайга „Сезони“ през 2011 г. и трета награда за разказ на Националния хумористичен конкурс „Каунь“ през 2010 г. Нейни стихотворения и разкази са публикувани в англоезичните издания „Anthology 100“, „Words Undone Magazine“, както и в национални периодични издания и електронни сайтове. Член е на The Haiku Foundation. През 2010 и 2011 г. влиза в класациите на 100-те най-креативни хайку-автори в Европа.

## Романи
- „Афиши в огледалото“
- „Не сме тукашни“
- „Виенски апартамент“
- „Бал в Мулен Руж“
- „Обратната страна“
- „Имаго“
- „Утре“, в съавторство с Александър Станков